# Ciemnobiałka bulwiastotrzonowa
Ciemnobiałka bulwiastotrzonowa (Melanoleuca stridula (Fr.) Singer) – gatunek grzybów należący do rzędu pieczarkowców (Agaricales).

## Systematyka i nazewnictwo
Pozycja w klasyfikacji według Index Fungorum: Melanoleuca, Incertae sedis, Agaricales, Agaricomycetidae, Agaricomycetes, Agaricomycotina, Basidiomycota, Fungi.
Po raz pierwszy opisał go w 1838 r. Elias Fries, nadając mu nazwę Agaricus stridulus. Obecną, uznaną przez Index Fungorum nazwę nadał mu w 1943 r. Rolf Singer.
Ma 9 synonimów. Niektóre z nich:
- Melanoleuca pallidipes (J.E. Lange) Bon 1991
- Oudemansiella stridula (Fr.) M.M. Moser 1955[2].

Polską nazwę zarekomendował Władysław Wojewoda w 2003 r.

## Morfologia
Kapelusz
Średnica 3–8 (11) cm, płaski, lub nieco lejkowaty, higrofaniczny. Powierzchnia naga, gładka, u starszych okazów delikatnie kutnerowata, ciemnoszarobrązowa, czerwonobrązowa, czarnobrązowa, blaknąca od brzegu, w stanie suchym bardziej szara.
Blaszki
Przyrośnięte i zbiegające ząbkiem, gęste, białe, kremowe, z blaszkami pośrednimi.
Trzon
Podstawa pogrubiona, wierzchołek rowkowany, po wierzchnia asnobrązowa, szarobrązowa, z ciemniejszymi włókienkami.
Miąższ
Kremowobiały do białawego, gęsty, miękki. Zapach neutralny do lekko przypominającego geranium, owocowy lub słodkawy, smak łagodny.
Cechy mikroskopowe
Zarodniki białe, 7–8 × 4,5–5 μm, amyloidalne.
Gatunki podobne
Ciemnobiałka ciemna (Melanoleuca melaleuca), ciemnobiałka krótkotrzonowa (Melanoleuca brevipes), ciemnobiałka płowa (Melanoleuca cognata).

## Występowanie i siedlisko
Znane jest występowanie ciemnobiałki bulwiastotrzonowej tw Ameryce Północnej, Europie i Azji. Jest rzadki. W Polsce Władysław Wojewoda w 2003 r. przytoczył 3 stanowiska, w późniejszych latach podano następne. Najbardziej aktualne stanowiska podaje internetowy atlas grzybów. Znajduje się w nim na liście gatunków zagrożonych i wartych objęcia ochroną.
Grzyb naziemny, saprotrof. Występuje w lasach mieszanych, parkach, na poboczach dróg, leśnych ścieżkach, na terenach trawiastych od lata do jesieni.
Grzyb jadalny, ale mało smaczny.